# Barcy
Barcy est une commune française située dans le département de Seine-et-Marne en région Île-de-France.

## Géographie

### Localisation

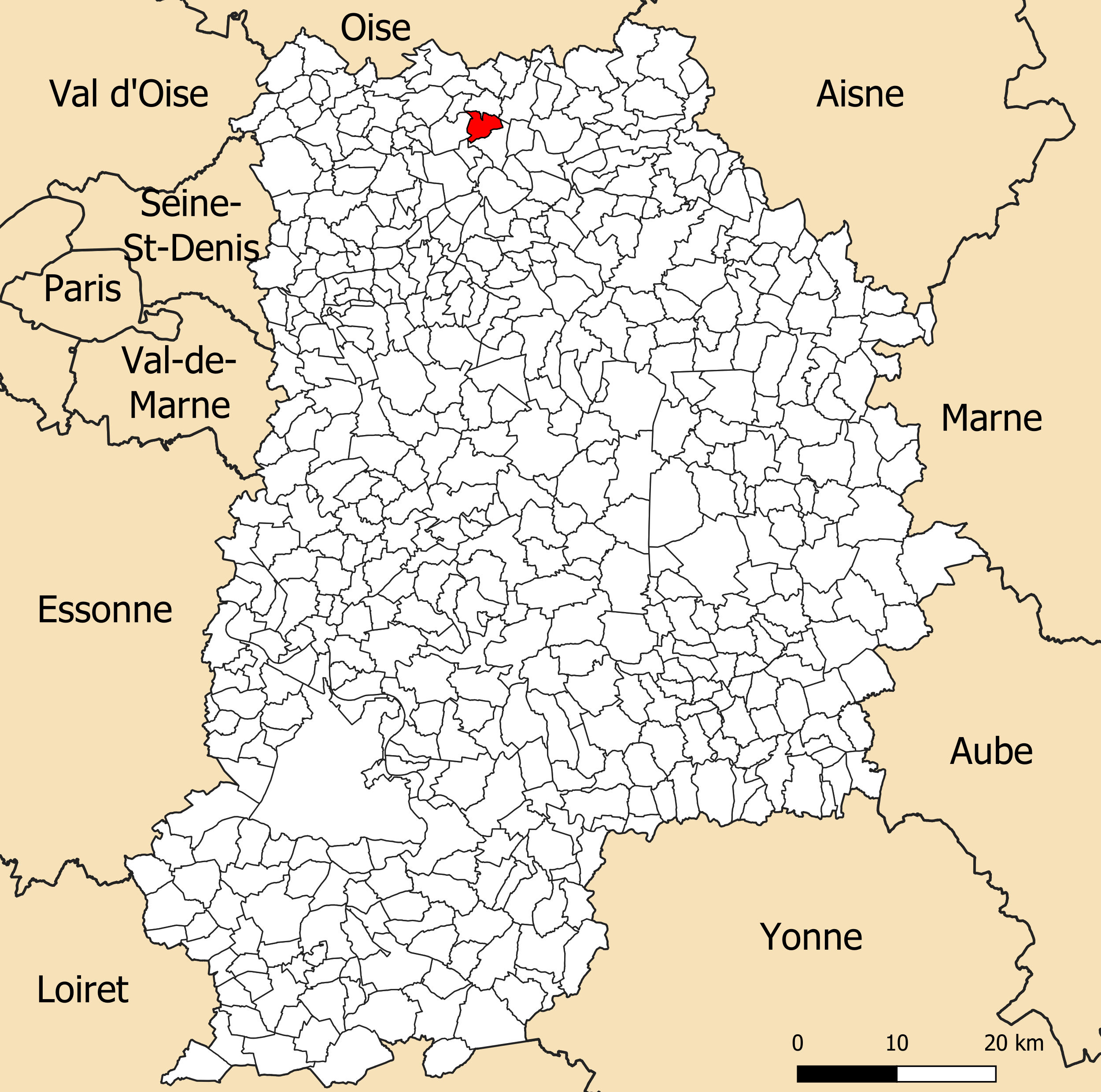
Localisation de la commune de Barcy dans le département de Seine-et-Marne.

Le village est situé à 8,5 km au nord de Meaux.

### Communes limitrophes
| Gesvres-le-Chapitre | Marcilly | Étrépilly |
| Monthyon            | Barcy    |           |
| Penchard            |          | Chambry   |

### Hydrographie

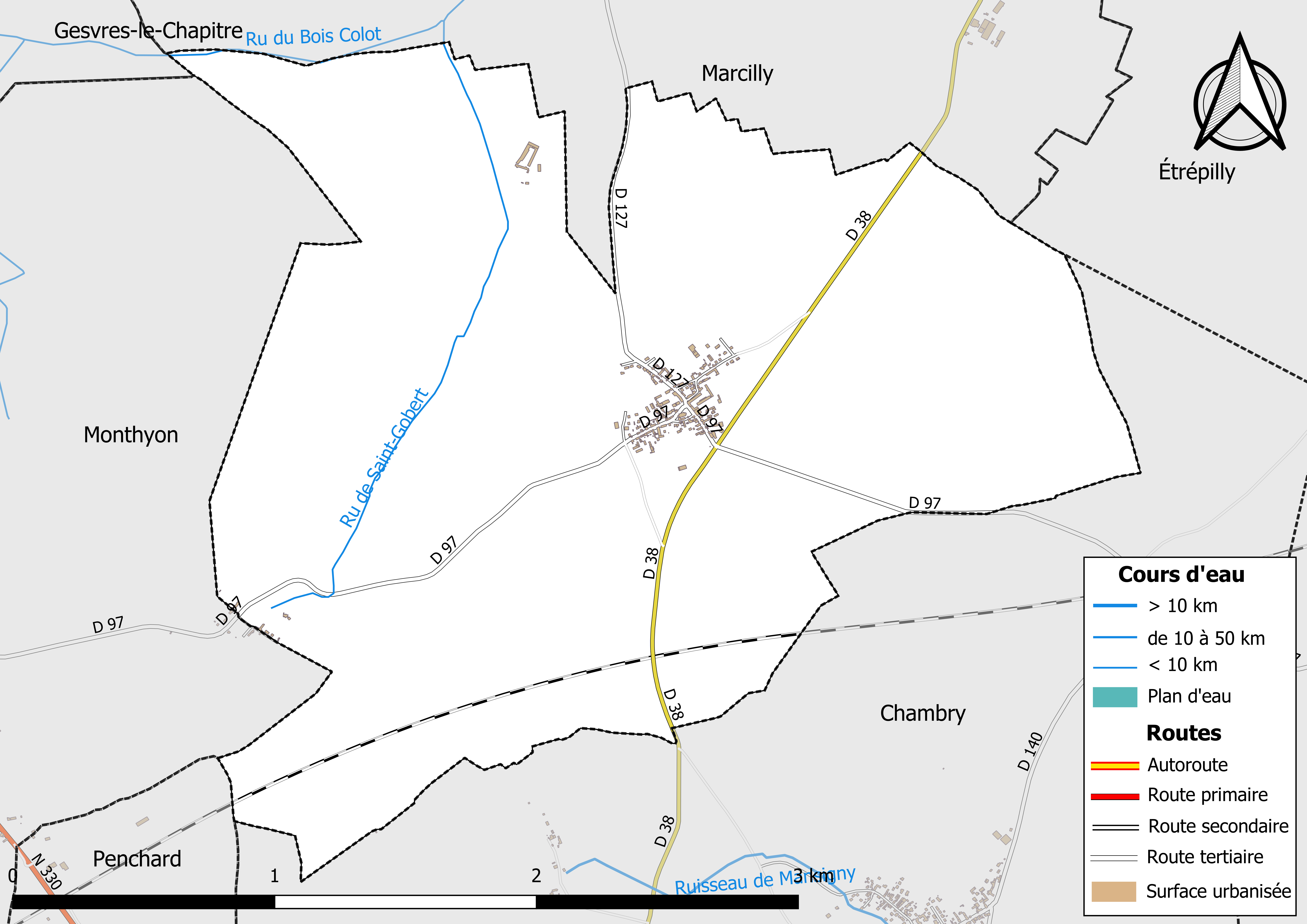
Carte des réseaux hydrographique et routier de Barcy.

Le réseau hydrographique de la commune se compose de deux cours d'eau référencés :
- le ru du Bois Colot, 4,85 km[1], qui conflue avec la Therouanne ;
  - le ru de Saint-Gobert, long de 2,77 km[2], affluent du ru du Bois Colot.

La longueur totale des cours d'eau sur la commune est de 2,67 km.

### Climat
Pour des articles plus généraux, voir Climat de l'Île-de-France et Climat de Seine-et-Marne.
En 2010, le climat de la commune est de type climat océanique dégradé des plaines du Centre et du Nord, selon une étude du CNRS s'appuyant sur une série de données couvrant la période 1971-2000. En 2020, Météo-France publie une typologie des climats de la France métropolitaine dans laquelle la commune est exposée à un climat océanique altéré et est dans la région climatique Nord-est du bassin Parisien, caractérisée par un ensoleillement médiocre, une pluviométrie moyenne régulièrement répartie au cours de l’année et un hiver froid (3 °C).
Pour la période 1971-2000, la température annuelle moyenne est de 10,7 °C, avec une amplitude thermique annuelle de 14,7 °C. Le cumul annuel moyen de précipitations est de 733 mm, avec 11,5 jours de précipitations en janvier et 8,4 jours en juillet. Pour la période 1991-2020, la température moyenne annuelle observée sur la station météorologique la plus proche, située sur la commune de Changis-sur-Marne à 12 km à vol d'oiseau, est de 11,9 °C et le cumul annuel moyen de précipitations est de 710,1 mm,. Pour l'avenir, les paramètres climatiques de la commune estimés pour 2050 selon différents scénarios d'émission de gaz à effet de serre sont consultables sur un site dédié publié par Météo-France en novembre 2022.

### Milieux naturels et biodiversité

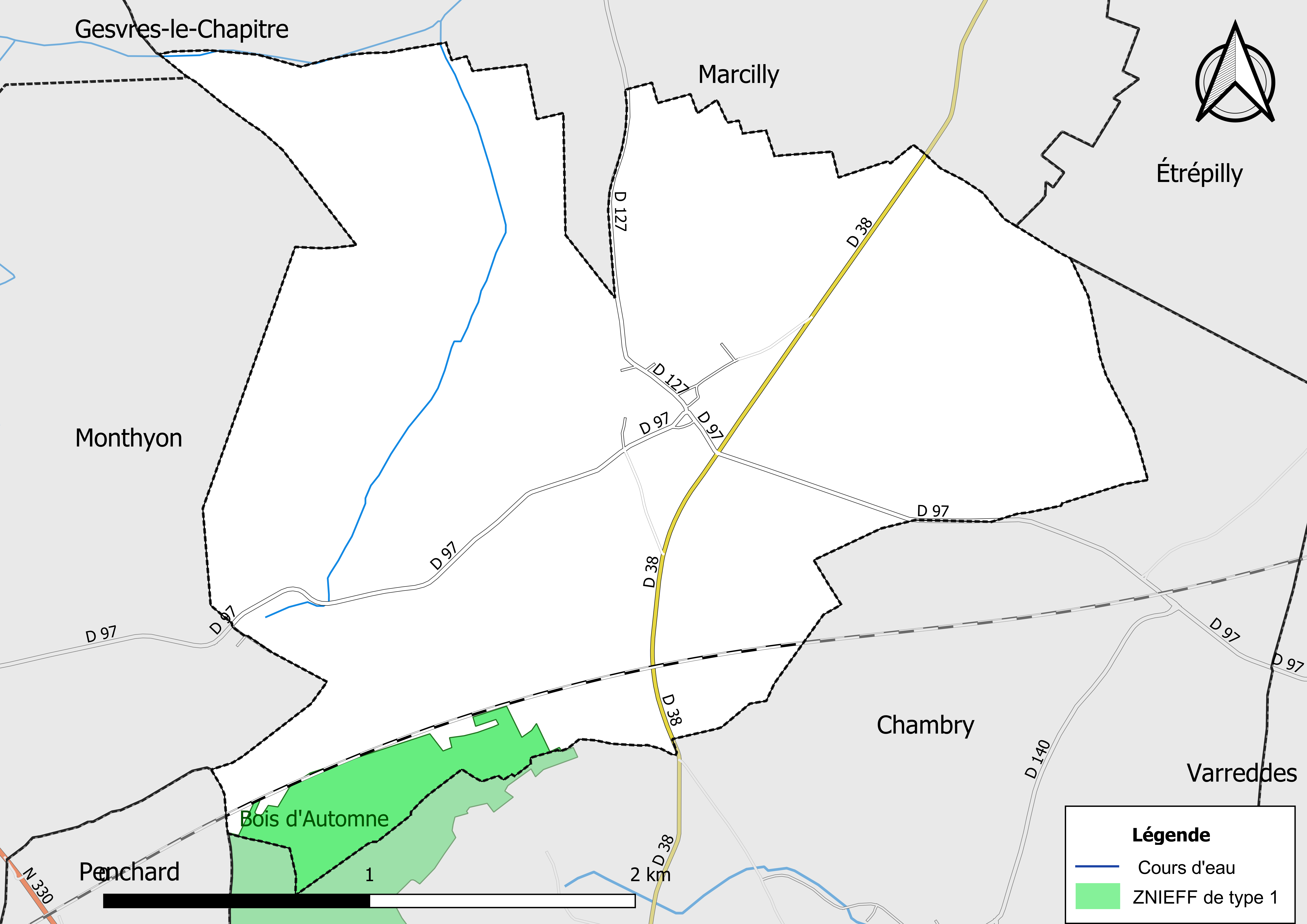
Carte des ZNIEFF de type 1 localisées sur la commune.

L’inventaire des zones naturelles d'intérêt écologique, faunistique et floristique (ZNIEFF) a pour objectif de réaliser une couverture des zones les plus intéressantes sur le plan écologique, essentiellement dans la perspective d’améliorer la connaissance du patrimoine naturel national et de fournir aux différents décideurs un outil d’aide à la prise en compte de l’environnement dans l’aménagement du territoire.
Le territoire communal de Barcy comprend, sur son flanc sud, une ZNIEFF de type 1,, 
les « Bois d'Automne » (67,65 ha), couvrant 2 communes du département.

## Urbanisme

### Typologie
Au 1er janvier 2024, Barcy est catégorisée commune rurale à habitat dispersé, selon la nouvelle grille communale de densité à sept niveaux définie par l'Insee en 2022.
Elle est située hors unité urbaine. Par ailleurs la commune fait partie de l'aire d'attraction de Paris, dont elle est une commune de la couronne,. Cette aire regroupe 1 929 communes,.

### Occupation des sols
L'occupation des sols de la commune, telle qu'elle ressort de la base de données européenne d’occupation biophysique des sols Corine Land Cover (CLC), est marquée par l'importance des territoires agricoles (95,3 % en 2018), une proportion sensiblement équivalente à celle de 1990 (95,4 %). La répartition détaillée en 2018 est la suivante : 
terres arables (95,3% ), forêts (4,7 %).
Parallèlement, L'Institut Paris Région, agence d'urbanisme de la région Île-de-France, a mis en place un inventaire numérique de l'occupation du sol de l'Île-de-France, dénommé le MOS (Mode d'occupation du sol), actualisé régulièrement depuis sa première édition en 1982. Réalisé à partir de photos aériennes, le Mos distingue les espaces naturels, agricoles et forestiers mais aussi les espaces urbains (habitat, infrastructures, équipements, activités économiques, etc.) selon une classification pouvant aller jusqu'à 81 postes, différente de celle de Corine Land Cover,,. L'Institut met également à disposition des outils permettant de visualiser par photo aérienne l'évolution de l'occupation des sols de la commune entre 1949 et 2018.

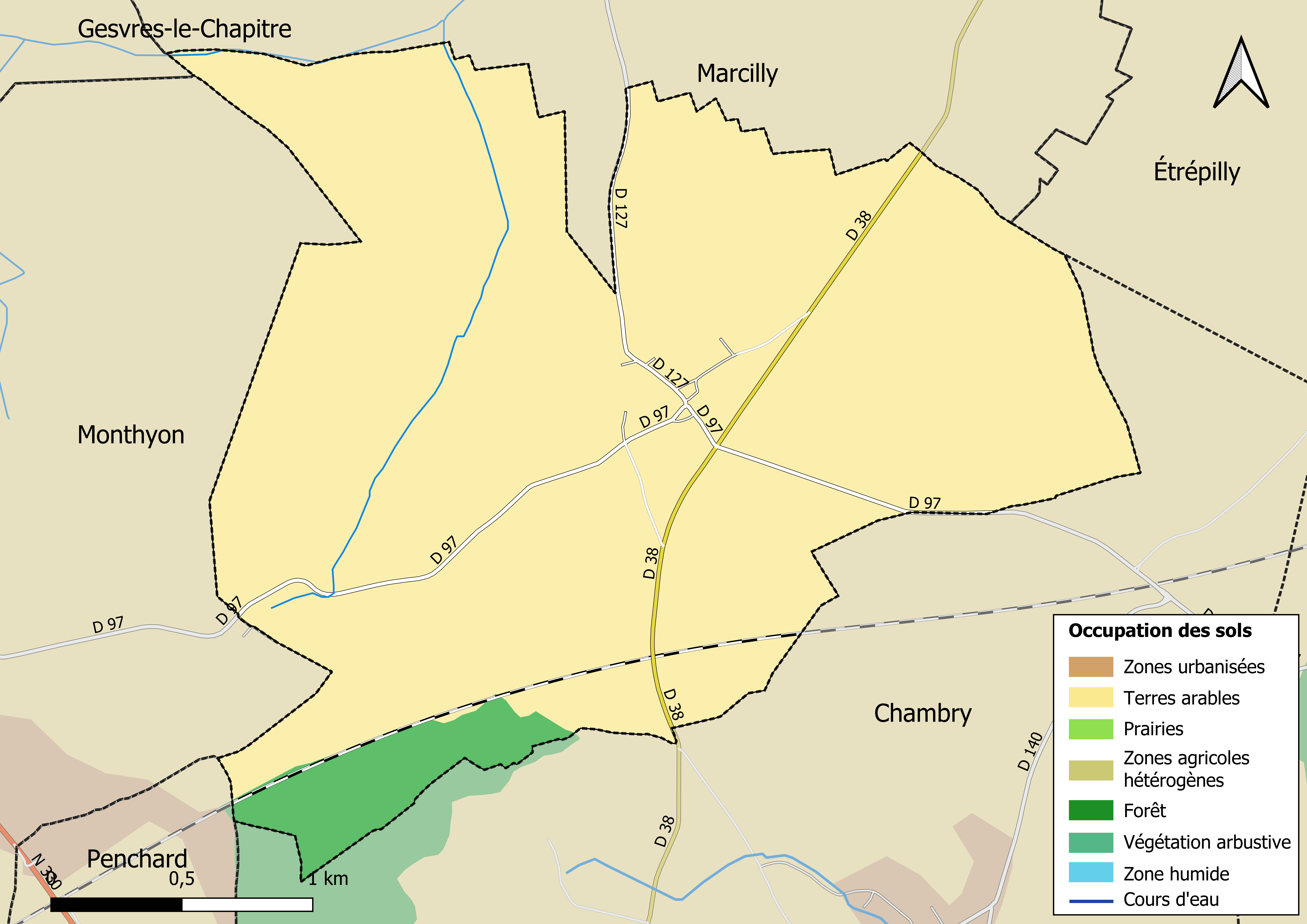
Carte des infrastructures et de l'occupation des sols en 2018 (CLC) de la commune.
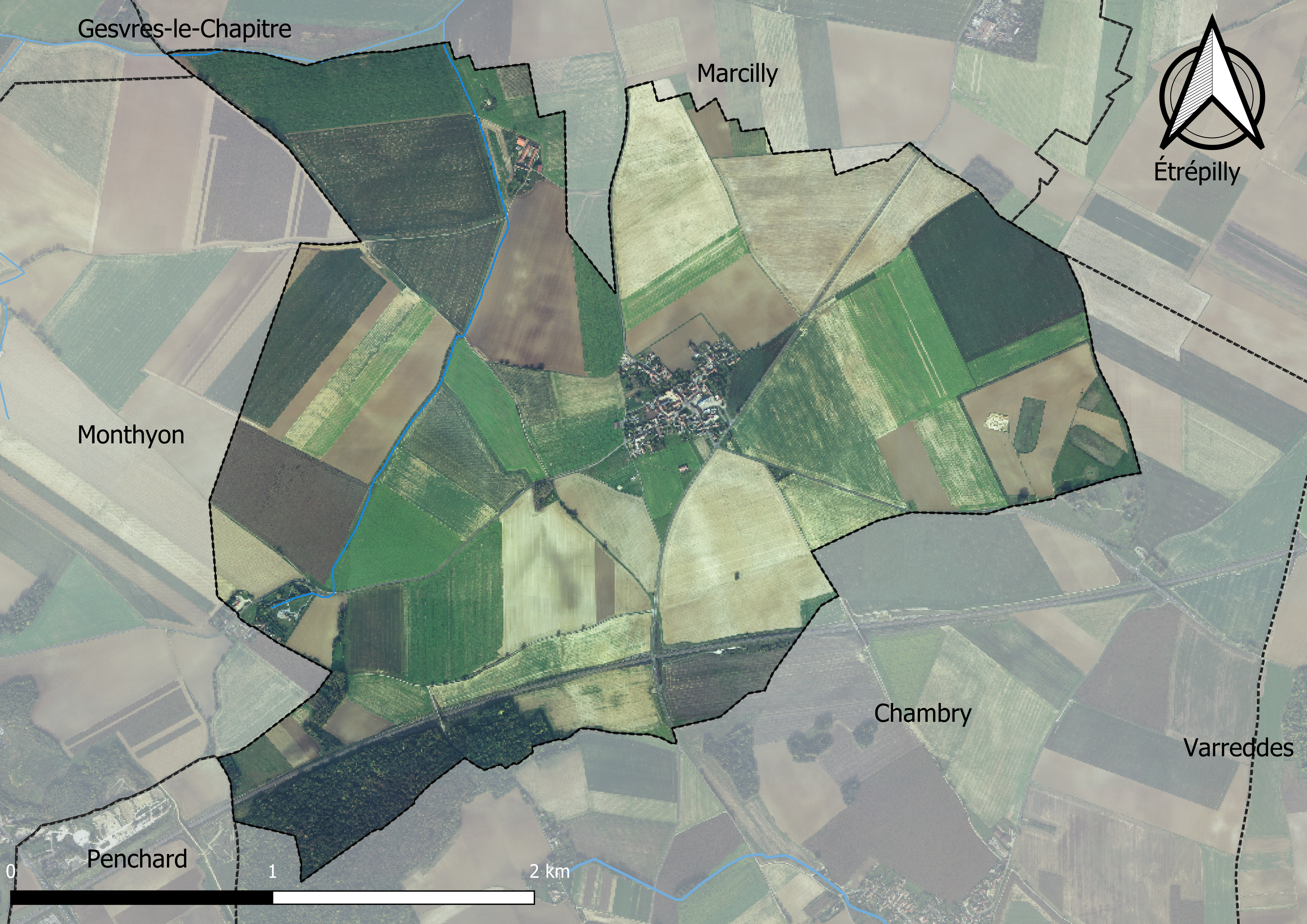
Carte orhophotogrammétrique de la commune.

### Planification
La commune, en 2019, avait engagé l'élaboration d'un plan local d'urbanisme.

### Lieux-dits et écarts
La commune compte 35 lieux-dits administratifs répertoriés consultables ici.

### Logement
En 2016, le nombre total de logements dans la commune était de 113 dont 100 % de maisons.
Parmi ces logements, 93,8 % étaient des résidences principales, 4,2 % des résidences secondaires et 2,1 % des logements vacants.
La part des ménages fiscaux propriétaires de leur résidence principale s'élevait à 80,9 % contre 18,2 % de locataires et 0,9 % logés gratuitement.

### Voies de communication et transports
Réseau de bus Meaux et Ourcq : ligne 22.

## Toponymie
Le nom de la localité est mentionné sous les formes Berceium en 1005 (Du Plessis, II, p. 7); Berci vers 1180 (Du Plessis, II, p. 66); Berciacum en 1223 (Cart. chap. Meaux, t. I, p. 164).
Il s'agit d'une formation gauloise ou gallo-romaine en -(i)acum, suffixe d'origine gauloise, d'abord localisant, puis marquant la propriété. Le premier élément Berc- est devenu Barc-, le [r] ayant eu, dans ce cas, une action ouvrante sur la voyelle : [er] > [ar]. Albert Dauzat propose l'anthroponyme gaulois Bercius [Bercios] pour expliquer cet élément. D'où le sens global de « propriété de Bercios ».
Homonymie avec les nombreux Bersac du sud de la France.

## Histoire
Barcy est connu pour son rôle dans les premiers jours de La Bataille de la Marne lors de la Première Guerre mondiale. La menace directe de la guerre atteint son paroxysme le 3-4 septembre 1914, lorsque les armées allemandes, se dirigeant à toute allure vers Paris, se trouvent en plein pays de Meaux. Elles occupent un à un les villages situés sur la rive droite de la Marne : Chambry, Barcy, Chauconin-Neufmontiers, Monthyon, Varreddes et s'apprêtent à franchir la rivière pour prendre pied sur la rive gauche, à Meaux. L'évêque de Meaux, Emmanuel-Jules-Marie Marbeau, fait un vœu pour que la ville soit épargnée. En septembre 1915, il organise un pèlerinage dans la commune pour célébrer le « Miracle de la Marne » et décide d'y élever un monument commémoratif à Barcy. Le monument dédié à « Notre-Dame de la Marne » est inauguré en 1924.

## Politique et administration

### Liste des maires
| Période                                  | Période  | Identité                | Étiquette | Qualité     |
| ---------------------------------------- | -------- | ----------------------- | --------- | ----------- |
| Les données manquantes sont à compléter. |          |                         |           |             |
| mars 2001                                | 2008     | Marc Jancek             |           |             |
| mars 2008                                | 2014     | Michel Vasse            |           |             |
| avril 2014                               | En cours | Pierre-Edouard Dhuicque |           | Agriculteur |

## Équipements et services

### Eau et assainissement
L’organisation de la distribution de l’eau potable, de la collecte et du traitement des eaux usées et pluviales relève des communes. La loi NOTRe de 2015 a accru le rôle des EPCI à fiscalité propre en leur transférant cette compétence. Ce transfert devait en principe être effectif au 1er janvier 2020, mais la loi Ferrand-Fesneau du 3 août 2018 a introduit la possibilité d’un report de ce transfert au 1er janvier 2026,.

#### Assainissement des eaux usées
En 2020, la commune de Barcy ne dispose pas d'assainissement collectif,.
L’assainissement non collectif (ANC) désigne les installations individuelles de traitement des eaux domestiques qui ne sont pas desservies par un réseau public de collecte des eaux usées et qui doivent en conséquence traiter elles-mêmes leurs eaux usées avant de les rejeter dans le milieu naturel. La commune assure le service public d'assainissement non collectif (SPANC), qui a pour mission de vérifier la bonne exécution des travaux de réalisation et de réhabilitation, ainsi que le bon fonctionnement et l’entretien des installations,,.

#### Eau potable
En 2020, l'alimentation en eau potable est assurée par le SMAEP de Thérouanne, Marne et Morin (TMM) qui en a délégué la gestion à la SAUR, dont le contrat expire le 31 mars 2023,,.
Les nappes de Beauce et du Champigny sont classées en zone de répartition des eaux (ZRE), signifiant un déséquilibre entre les besoins en eau et la ressource disponible. Le changement climatique est susceptible d’aggraver ce déséquilibre. Ainsi afin de renforcer la garantie d’une distribution d’une eau de qualité en permanence sur le territoire du département, le troisième Plan départemental de l’eau signé, le 3 octobre 2017, contient un plan d’actions afin d’assurer avec priorisation la sécurisation de l’alimentation en eau potable des Seine-et-Marnais. À cette fin a été préparé et publié en décembre 2020 un schéma départemental d’alimentation en eau potable de secours dans lequel huit secteurs prioritaires sont définis. La commune fait partie du secteur Meaux.

## Population et société

### Démographie
L'évolution du nombre d'habitants est connue à travers les recensements de la population effectués dans la commune depuis 1793. Pour les communes de moins de 10 000 habitants, une enquête de recensement portant sur toute la population est réalisée tous les cinq ans, les populations de référence des années intermédiaires étant quant à elles estimées par interpolation ou extrapolation. Pour la commune, le premier recensement exhaustif entrant dans le cadre du nouveau dispositif a été réalisé en 2008.

En 2022, la commune comptait 375 habitants, en évolution de +25,42 % par rapport à 2016 (Seine-et-Marne : +3,92 %, France hors Mayotte : +2,11 %).
| 1793 | 1800 | 1806 | 1821 | 1831 | 1836 | 1841 | 1846 | 1851 |
| ---- | ---- | ---- | ---- | ---- | ---- | ---- | ---- | ---- |
| 289  | 302  | 313  | 312  | 286  | 292  | 293  | 294  | 296  |

| 1856 | 1861 | 1866 | 1872 | 1876 | 1881 | 1886 | 1891 | 1896 |
| ---- | ---- | ---- | ---- | ---- | ---- | ---- | ---- | ---- |
| 297  | 282  | 289  | 253  | 274  | 249  | 218  | 239  | 239  |

| 1901 | 1906 | 1911 | 1921 | 1926 | 1931 | 1936 | 1946 | 1954 |
| ---- | ---- | ---- | ---- | ---- | ---- | ---- | ---- | ---- |
| 219  | 248  | 235  | 202  | 223  | 205  | 227  | 251  | 243  |

| 1962 | 1968 | 1975 | 1982 | 1990 | 1999 | 2006 | 2008 | 2013 |
| ---- | ---- | ---- | ---- | ---- | ---- | ---- | ---- | ---- |
| 234  | 189  | 180  | 173  | 200  | 213  | 222  | 225  | 275  |

| 2018 | 2022 | - | - | - | - | - | - | - |
| ---- | ---- | - | - | - | - | - | - | - |
| 310  | 375  | - | - | - | - | - | - | - |

## Économie

### Revenus de la population et fiscalité
En 2018, le nombre de ménages fiscaux de la commune était de 97, représentant 281 personnes et la  médiane du revenu disponible par unité de consommation  de 25 220 euros.

### Emploi
En 2017, le nombre total d’emplois dans la zone était de 14, occupant 137 actifs  résidants.
Le taux d'activité de la population (actifs ayant un emploi) âgée de 15 à 64 ans s'élevait à 71,6 % contre un taux de chômage de 7,2 %.
Les 21,2 % d’inactifs se répartissent de la façon suivante : 11,9 % d’étudiants et stagiaires non rémunérés, 3,6 % de retraités ou préretraités et 5,7 % pour les autres inactifs.

### Entreprises et commerces
En 2018, le nombre d'établissements actifs était de 13 dont 1 dans l’industrie manufacturière, industries extractives et autres, 3 dans la construction, 3 dans le commerce de gros et de détail, transports, hébergement et restauration, 2 dans l’information et communication, 1 dans les activités spécialisées, scientifiques et techniques et activités de services administratifs et de soutien, 1 dans l’administration publique, enseignement, santé humaine et action sociale et 2  étaient relatifs aux autres activités de services.
En 2019, 4 entreprises ont été créées sur le territoire de la commune, dont 3 individuelles.
Au 1er janvier 2020, la commune ne disposait pas d’hôtel et de terrain de camping.

## Culture locale et patrimoine

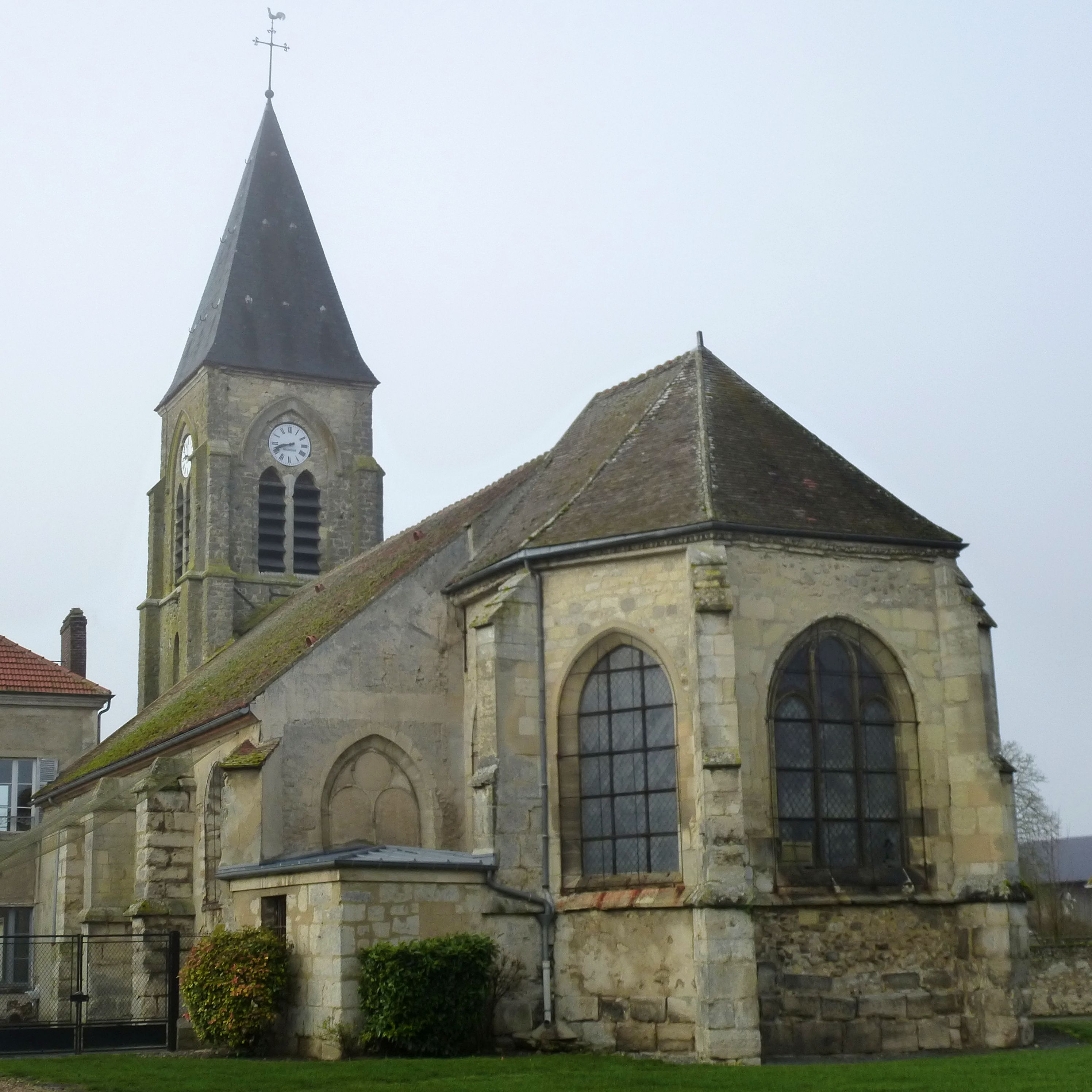
L'église Sainte-Geneviève.

### Monuments

#### Édifice religieux
- Église Sainte-Geneviève, XIIIe siècle, très abîmée en 1914, classée au titre des monuments historiques en 1916 et restaurée en 1922[43].

### Lieu de mémoire de la Grande Guerre

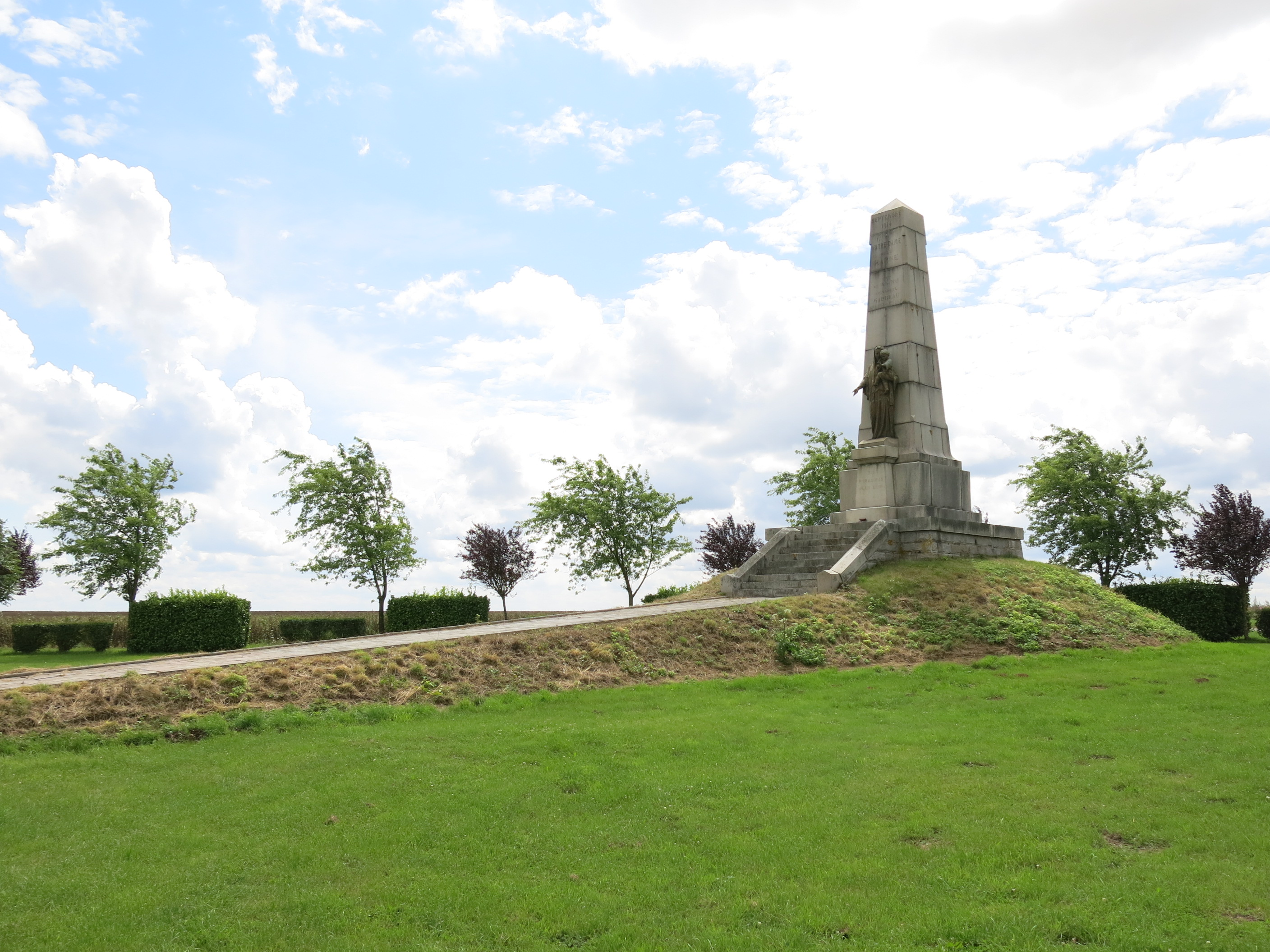

- Monument Notre-Dame-de-la-Marne, monument à la fois patriotique et religieux, œuvre de Louis Maubert, réalisé à la suite du vœu que la ville de Meaux soit épargnée par les combats[Note 6],[44]. Le plateau de Barcy a été occupé le 4 septembre 1914 par l'état-major de l'avant-garde du général Alexandre von Kluck. L'évêque de Meaux, Emmanuel-Jules-Marie Marbeau, promit le 8 septembre, jour de la Nativité de Marie, de construire un monument si sa ville était épargnée. Le monument inauguré le 9 juin 1924 est un obélisque sur une petite hauteur. Avec une statue de Vierge à l'Enfant du sculpteur Louis Maubert. Il porte une plaque sur laquelle il est écrit : « Tu n'iras pas plus loin ».
- Stèle dite des Quatre-Routes : « A la mémoire des soldats de l'armée de Paris morts pour la Patrie sur les champs de bataille de l'Ourcq Septembre 1914 »

Situé près de la rivière Ourcq, ce monument est dédié à la mémoire des soldats qui gagnèrent la bataille de l'Ourcq et a été inauguré en 1924.

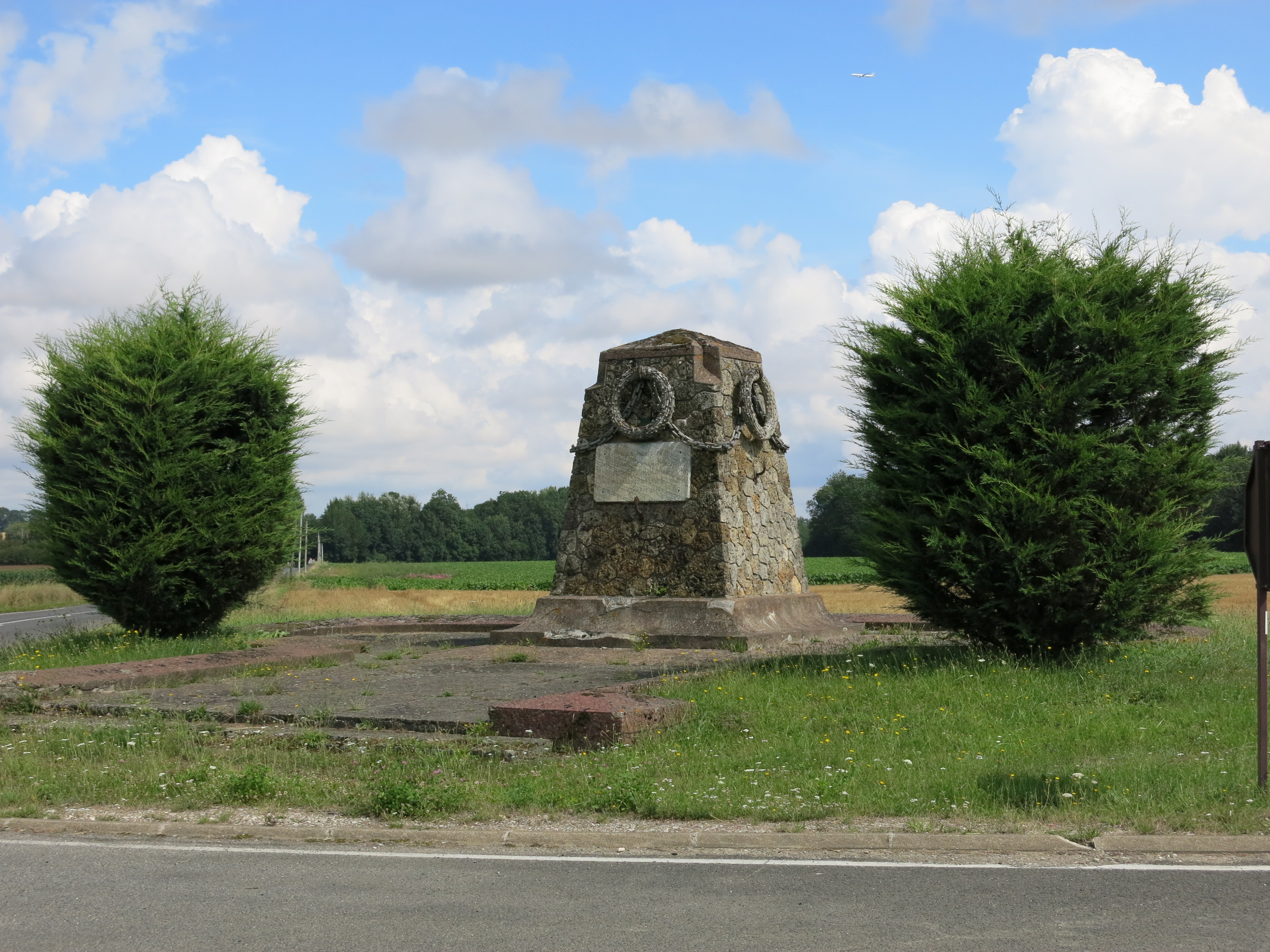
Monument à la mémoire des combattants de septembre 1914

### Héraldique
| Armes de Barcy | Les armes de Barcy se blasonnent ainsi : D'azur au listel au naturel, posé en fasce et chargé des inscriptions de sable,"Force" à dextre et "Loyauté" à senestre, à deux cols de griffons adossés d'or mouvant d'un bouquet de trois feuilles de chardon liées de sinople et brochant en cœur; au chef d'argent chargé d'un écusson écartelé d'azur et d'or à la croix fleuronnée brochant de l'un en l'autre, ledit écusson timbré de l'inscription de sable "BERCEIUM" et supporté par deux loups passants de sinople à dextre et de gueules à senestre, l'ensemble agrémenté d'un diapré de gueules à dextre et de sinople à senestre. |